# راز جنایت
راز جنایت (انگلیسی: Murder Mystery) یا معمای قتل یک فیلم کمدی-معمایی به کارگردانی کایل نیواچک با بازی آدام سندلر، جنیفر آنیستون و لوک ایوانز است. فیلم زن و شوهری را دنبال می‌کند که در تحقیق یک قتل در قایق تفریحی یک میلیاردر گرفتار می‌شوند. این فیلم در ۱۴ ژوئن ۲۰۱۹ از طریقنتفلیکس منتشر شد و نقدهای متفاوتی از منتقدان دریافت کرد. دنباله این فیلم در سال ۲۰۲۳ با عنوان راز جنایت ۲ منتشر شد.

## چکیده داستان
یک بازرس پلیس نیویورک به همراه همسرش برای ماه عسل  اروپا به سفر می‌رود. آنها در هواپیمای خود با مردی مرموز آشنا می‌شوند که آنها را به یک شب‌نشینی خانوادگی دعوت می‌کند که در گروه کوچکی در کشتی مجلل یک میلیاردر سالخورده برگزار می‌شود. هنگامی که مرد ثروتمند به قتل می‌رسد، آنها مظنون اصلی مأمور اینترپل لوران دلاکروا می‌شوند.